# Protocole de Madrid
 (décembre 2020).
Si vous disposez d'ouvrages ou d'articles de référence ou si vous connaissez des sites web de qualité traitant du thème abordé ici, merci de compléter l'article en donnant les références utiles à sa vérifiabilité et en les liant à la section « Notes et références ».

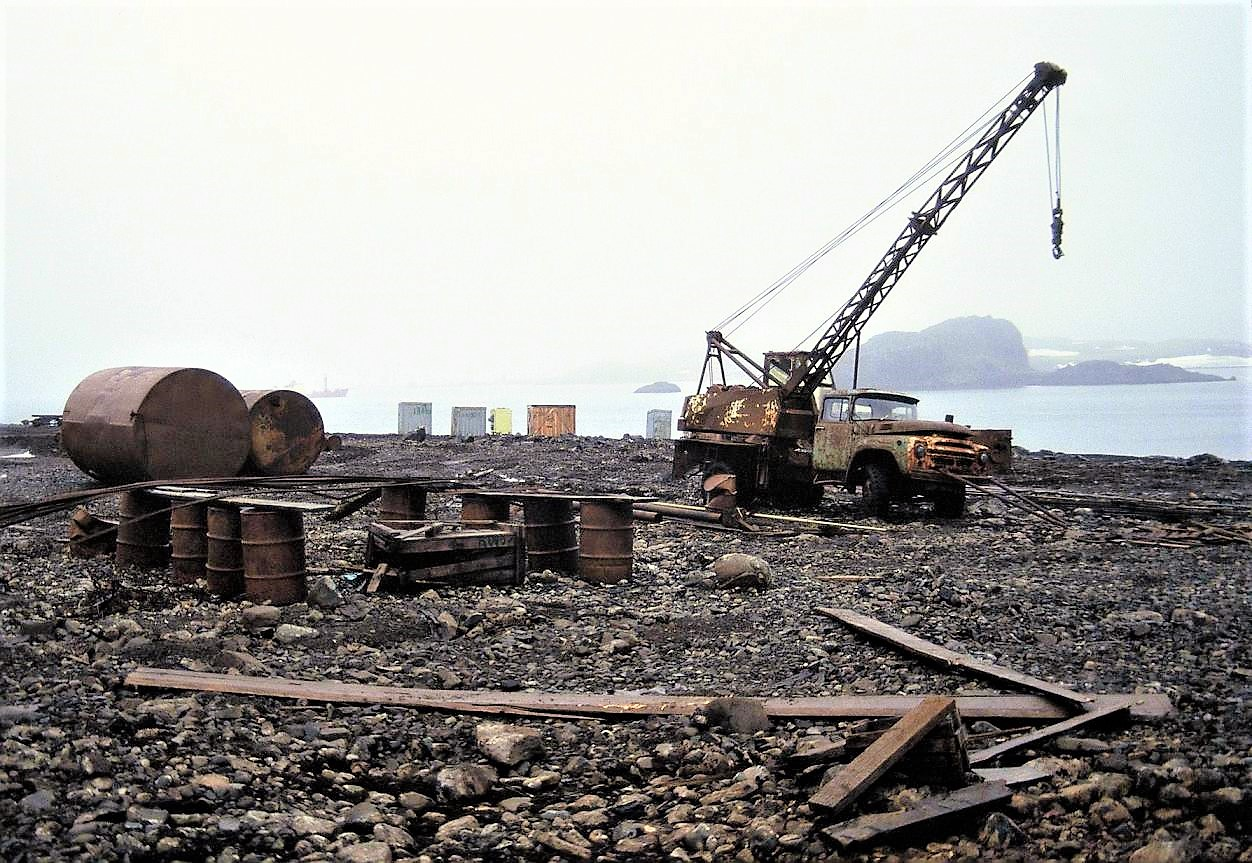
Base antarctique Bellingshausen russe, montre la nécessité d'une réglementation environnementale en Antarctique.

Le protocole au traité sur l'Antarctique relatif à la protection de l'environnement en Antarctique ou protocole de Madrid a été signé à Madrid le 4 octobre 1991. Il est entré en vigueur le 14 janvier 1998. Il est complété par six annexes :
- Annexe I : évaluation d’impact sur l’environnement ;
- Annexe II : conservation de la faune et de la flore de l’Antarctique ;
- Annexe III : élimination et gestion des déchets ;
- Annexe IV : prévention de la pollution marine ;
- Annexe V : protection et gestion des zones, définition de zone gérée spéciale de l'Antarctique et zone spécialement protégée de l'Antarctique ;
- Annexe VI : responsabilité découlant de situations critiques pour l’environnement.

## États parties
Depuis 2004, on compte trente-deux États parties :
1. Afrique du Sud
2. Allemagne
3. Argentine
4. Australie
5. Belgique
6. Brésil
7. Bulgarie
8. Canada
9. Chili
10. Chine
11. Corée du Sud
12. Équateur
13. Espagne
14. États-Unis
15. Finlande
16. France
17. Grèce
18. Inde
19. Italie
20. Japon
21. Norvège
22. Nouvelle-Zélande
23. Pays-Bas
24. Pérou
25. Pologne
26. Roumanie
27. Royaume-Uni
28. Russie
29. Suède
30. Tchéquie
31. Ukraine
32. Uruguay

## Dispositions
Le protocole de Madrid établit une protection globale de l'environnement en Antarctique. Parmi ses dispositions, on peut noter : 
- l'Antarctique est une « réserve naturelle consacrée à la paix et à la science » ;
- interdiction des activités relatives aux ressources minérales autres que celles menées à des fins scientifiques ;
- toute activité doit faire l'objet d'une évaluation préalable d'impact sur l'environnement.

## Proposition de demande d'abandon par la Russie
En juin 2011, lors de la 34e réunion consultative du traité sur l'Antarctique, la Russie a déclaré projeter des « investigations complexes portant sur les ressources minérales, les hydrocarbures et les autres ressources naturelles de l'Antarctique » et qu'il faudrait s'apprêter à abandonner le protocole de Madrid pour cela. Aucune protestation officielle des autres États parties au protocole n'avait été émise juste après cette proposition.